# Flora Martínez
Flora Martínez Prowse (Montreal,1 de noviembre de 1977) es una actriz y cantante colombocanadiense. Es muy reconocida por protagonizar producciones como Vecinos, La bruja de Caracol Televisión y la película colombiana Rosario Tijeras.

## Biografía
Hija de madre canadiense cuyo nombre es Melinda Prowse y de padre colombiano Hernando Martínez. Flora habla español, inglés y francés. Estudió interpretación en el conservatorio de actores en Nueva York, así como en la Escuela Alfonso Ortiz y en Actuemos, en Colombia. Desde su primera aparición en la TV colombiana con 15 años Flora es un referente en Colombia. El salto al mercado internacional ocurrió tras protagonizar la película Rosario Tijeras. En 2008 protagoniza la telenovela de Caracol TV Vecinos, junto a Robinson Díaz. Sus dos grandes pasiones son el Teatro y La Música, aunque también ha demostrado gran talento para el baile, en especial la salsa. En 2006 interpreta a Lola en la película española Tuya siempre, donde conoce al amor de su vida, José Reinoso, pianista de jazz y productor uruguayo con quién formalizó su matrimonio en Barcelona en el año 2008. Ambos vivieron hasta el 2012 en España con sus tres hijos (Malena y Borja del matrimonio anterior de José) y Sofía hija menor de la pareja. Desde 2013 los cinco intercalan su residencia entre Uruguay y Colombia.

## Carrera
Comenzó en la televisión de su país en la telenovela La otra mitad del sol. Luego continuó en telenovelas como Mambo, María Bonita (1995) y La saga, negocio de familia (2004); también actuó en series de televisión como Leche y Divorciada. Ha trabajado en el cine en Heart, de Daniel Berardi, pero es más conocida en la industria por haber actuado en películas como Rosario Tijeras (basada en el libro de Jorge Franco), Violeta de mil colores, dirigida por Harold Trompetero, y Soplo de vida, del colombiano Luis Ospina. Por su actuación en esta última, ganó el premio a la mejor actriz en el festival de Biarritz en Francia (1995).
En 2008, protagonizó Vecinos, producción en la cual hace el papel de Tatiana Gómez, La doctora Tatiana.
En 2011, protagonizó La Bruja, producción de Caracol Televisión, por la cual obtuvo el premio TVyNovelas, en la categoría de Mejor actriz protagónica.
En 2013, participó en Alias el Mexicano producida por Fox Telecolombia para RCN Televisión. 
En 2016, participó en 2091 interpretó a Sonia para Fox Latinoamérica.
En 2016 viajó a México participó en la serie El Chema producción de Telemundo.
En 2016 decide detener su actividad en proyectos televisivos o de cine para centrarse en sus dos grandes pasiones: la música y el teatro. Mezclando ambas disciplinas, escribe, dirige y produce su propio monólogo musical FRIDA LIBRE. Un montaje teatral en un formato muy poco común que se transformó en el mayor éxito de Colombia de los últimos años con más de 125.000 espectadores, boletería agotada en todas las ciudades de Colombia donde se presentó, además de Toronto, Nueva York y Miami. Esta pieza está adaptada también al inglés.

## Filmografía

### Televisión
| Año       | Título                      | Personaje                          | Rol                         | Canal              |
| --------- | --------------------------- | ---------------------------------- | --------------------------- | ------------------ |
| 2022      | Entre sombras               | Capitán Julia Beltrán              | Protagonista                | Caracol Televisión |
| 2016-2017 | El Chema                    | Doña Imelda Rosado                 | Reparto                     | Telemundo          |
| 2016      | 2091                        | Sonia                              | Protagonista antagónica     | Fox Channel        |
| 2013-2014 | Alias el Mexicano           | Isis Cardona                       | Coprotagonista              | Canal RCN          |
| 2012      | Amas de casa desesperadas 2 | Lina Yépez de Aguilar              | Protagonista                | Canal RCN          |
| 2011      | La bruja                    | Amanda Mora "La Bruja"             | Protagonista antagónica     | Caracol Televisión |
| 2008-2009 | Vecinos                     | Tatiana Gómez                      | Protagonista                | Caracol Televisión |
| 2008      | Mujeres asesinas            | María "La Creyente"                | Protagonista                | Canal RCN          |
| 2007      | Tiempo final                | Ines Ep: La tentación              | Reparto                     | Fox Premium        |
| 2005      | La ley del silencio         | Natalia Aguirre                    | Protagonista                | Telemundo          |
| 2004-2005 | La saga, negocio de familia | Marlene Romero de Manrique (joven) | Protagonista 2.ª generación | Caracol Televisión |
| 1999-2000 | Divorciada                  | Eva                                | Protagonista                | Canal A            |
| 1995-1997 | La otra mitad del sol       | Isabel                             | Antagonista                 | Canal A            |
| 1995-1996 | Leche                       | Susana                             | Protagonista                | Cadena Uno         |
| 1995-1996 | María Bonita                | Imelda                             | Reparto principal           | Cadena Uno         |
| 1994      | Mambo                       | Susanita del Monte                 | Reparto secundario          | Canal A            |

### Programas
| Año  | Título                     | Rol          | Canal     |
| ---- | -------------------------- | ------------ | --------- |
| 2016 | Bailando con las Estrellas | Participante | Canal RCN |

### Cine
- Itzia, tango y cacao (2023) — Itzia / Directora[1]
- Breve storia di lunghi tradimenti (2012) — Mabel
- DiDi Hollywood (2010) — María
- Lastrain (corto) (2010) — Irene
- Desencanto (corto) (2009) — Natalie
- Arte de Roubar (2008) — Lola
- Canciones de amor en Lolita's Club (2007) — Milena
- Tuya siempre (2007) — Lola
- Rosario Tijeras (2005) — Rosario "Rosario Tijeras"
- Downtown: A Street Tale (2004) — María
- Violeta de mil colores (2003) — Violeta
- 5 hombres para Lucy (2002) — Melissa
- La vida secreta de un dentista (2002)
- Prueba de vida (2000) — Linda
- Adios, Maria Felix (1999) — Golondrina / Pilar

## Discografía
- Flora (Music Brokers 2016)
- Flores Para Frida (José Reinoso 2018)
- I Just Wanna Stop (José Reinoso 2018) Single
- The Tequilera (José Reinoso 2018) Single
- Sway - Quién Será (José Reinoso 2018) Single
- Quando Quando Quando - Cuando Cuando Cuando (José Reinoso 2018) Single

## Premios y nominaciones

### Premios TVyNovelas
| Año  | Categoría                         | Telenovela o serie    | Resultado |
| ---- | --------------------------------- | --------------------- | --------- |
| 2012 | Mejor actriz protagónica de serie | La bruja              | Ganadora  |
| 2009 | Mejor actriz protagónica          | Vecinos               | Nominada  |
| 1996 | Mejor actriz de reparto           | La otra mitad del sol | Ganadora  |

### Premios India Catalina
| Año  | Categoría                                                | Telenovela o serie          | Resultado |
| ---- | -------------------------------------------------------- | --------------------------- | --------- |
| 2014 | Mejor actriz antagónica de telenovela, serie o miniserie | Alias el Mexicano           | Ganadora  |
| 2012 | Mejor Actriz Protagónica de Serie o Miniserie            | La bruja                    | Nominada  |
| 2005 | Mejor actriz protagónica de telenovela                   | La saga, negocio de familia | Nominada  |
| 1996 | Mejor actriz de reparto                                  | La otra mitad del sol       | Ganadora  |
| 1995 | Mejor Revelación                                         | Mambo                       | Nominada  |

### Premios Simón Bolívar
| Año  | Categoría               | Telenovela o serie    | Resultado |
| ---- | ----------------------- | --------------------- | --------- |
| 1995 | Mejor Revelación        | La otra mitad del sol | Ganadora  |
| 1995 | Mejor Actriz de Reparto | La otra mitad del sol | Ganadora  |

### Premios Talento Caracol
| Año  | Categoría                | Telenovela o serie          | Resultado |
| ---- | ------------------------ | --------------------------- | --------- |
| 2012 | Mejor Actriz             | La bruja                    | Nominada  |
| 2004 | Mejor Actriz Protagónica | La saga, negocio de familia | Ganadora  |

### Otros premios de TV
- Gaceta Mejor Actriz por: Alias el Mexicano

### Premios obtenidos por cine
- Premio a mejor actriz en el Festival de Biarritz en Francia por la película Soplo de vida.
- Premio a mejor actriz en el Festival de Cine de Cartagena por la película Rosario Tijeras.
- Premio Biznaga de Plata en el Festival de Cine de Málaga en España como Mejor Actriz.
- Premio French Critics and Editors en Francia por la película Rosario Tijeras.
- Premio a mejor actriz en el Festival Cine Chico Alucine en Isla Canaria en España por la película Violeta de mil colores.
- Premio Mejor Actriz en European Cinematography Awards 2023 por la película Itzia, Tango & Cacao.
- Premio Mejor Actriz en Berlin Women Cinema Festival 2023 por la película Itzia, Tango & Cacao.
- Premio Mejor Actriz en Cine Paris Film Festival 2023 por la película Itzia, Tango & Cacao.
- Premio Mejor Directora Ópera Prima en Cine Paris Film Festival 2023 por la película Itzia, Tango & Cacao.